# Astra 1KR
Astra 1KR war ein Fernsehsatellit auf der Position 19,2° Ost der SES S.A. (vormals SES Global – Société Européenne des Satellites-Astra) mit Sitz in Betzdorf in Luxemburg.
Der Satellit wurde am 20. April 2006 von der Cape Canaveral Air Force Station, dem Weltraumbahnhof in Florida/USA, ins All befördert.
Der Start an Bord einer Atlas-V-Rakete verlief problemlos. Er ersetzt damit Astra 1K, der bei seinem Fehlstart am 26. November 2002 mit einer Proton-Rakete in einer viel zu niedrigen, untauglichen Umlaufbahn strandete und 2 Wochen später vom Betreiber aufgegeben und kontrolliert über dem Pazifik zum Absturz gebracht wurde. Der Zusatz R im Namen Astra 1KR heißt Reflight (dt. ungefähr = Wiederholungsflug).
Astra 1KR kostete ca. 200 Mio. Euro. Seine geplante Lebensdauer liegt bei 15 Jahren. Er übernimmt die Aufgaben von Astra 1B und 1C. Astra 1KR trägt 32 Transponder. Die Kapazität soll nach fünf Jahren auf 28 aktive Transponder heruntergefahren werden. Astra 1P übernimmt die Aufgaben von Astra 1KR.

## Empfang
Der Satellit konnte in Europa empfangen werden.
Die Übertragung erfolgte im Ku-Band.